# Peter II. (Savoyen)

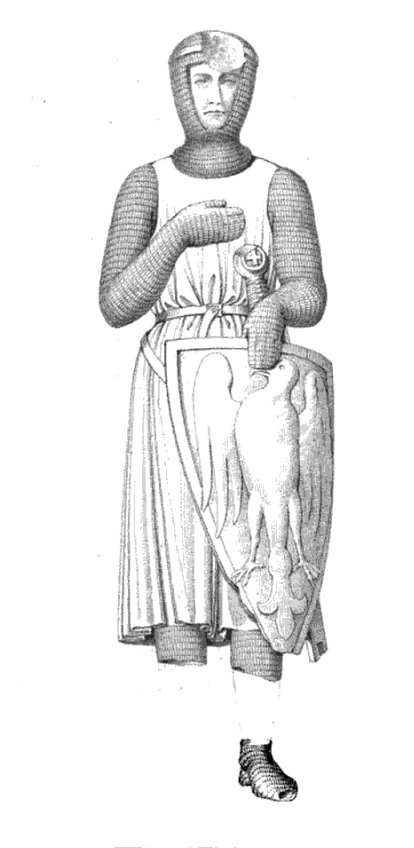
Grabdenkmal von Peter II. von Savoyen. Darstellung von 1817

Peter II., Graf von Savoyen (* um 1203 in Susa; † 16. oder 17. Mai 1268 in Pierre-Châtel) war Graf von Savoyen und englischer Magnat. Als jüngerer Sohn des Grafen von Savoyen wurde er zunächst Kleriker. Nach dem Tod seines Vaters heiratete er 1234 die Erbin der Herrschaft Faucigny und begann mit dem Aufbau einer eigenen Herrschaft im Gebiet des Genfer Sees. In zahlreichen Kriegen und Fehden konnte er Teile des Genevois, des Waadtlands und des Wallis erobern. Im Gefolge seiner Nichte Königin Eleonore von der Provence kam er 1240 nach England. Er gewann die Gunst von König Heinrich III., dem er als Ratgeber und Diplomat diente. Der englische König belohnte ihn mit umfangreichen Besitzungen in England. Dennoch reiste er häufig nach Savoyen, wo er weitere Fehden führte. Aufgrund der politischen Unruhen zog er sich zu Beginn der 1260er Jahre aus England zurück und übernahm nach dem Tod seines kinderlos gestorbenen Neffen 1263 die Herrschaft in Savoyen. Im Kampf um das Erbe der Grafen von Kyburg wurde er von Rudolf von Habsburg geschlagen. In Savoyen setzte er wie schon in seinen bisherigen Besitzungen zahlreiche Reformen in Verwaltung, Finanzwesen und Justiz um.

## Herkunft
Peter entstammte dem Haus Savoyen. Er war vermutlich der siebte Sohn von Graf Thomas I. von Savoyen und von dessen Frau Margarete von Genf. Sein Vater war Graf von Savoyen, einer Grafschaft im zum römisch-deutschen Reich gehörenden Königreich Arelat. Nach späteren, nicht belegbaren Angaben soll Peter 1203 in der Burg von Susa geboren worden sein.

## Karriere als Geistlicher
Als jüngerer Sohn hatte Peters Vater für ihn eine Karriere als Geistlicher vorgesehen. Er wird erstmals 1224 als Kleriker und als Schreiber erwähnt. Vor November 1226 war er wie sein Bruder Thomas Kanoniker an der Kathedrale von Lausanne geworden. Wenig später wurde er Kanoniker und Propst der Kathedrale von Genf sowie Propst der Kathedrale von Aosta. In Lausanne wurde wahrscheinlich der hochgebildete und in Verwaltungsfragen sehr erfahrene Dompropst Cono von Estavayer († 1243/4) sein Lehrmeister. Nach dem Tod von Bischof Wilhelm von Ecublens wurde Peter 1229 Verwalter des Bistums Lausanne. Dabei wurde wohl erwartet, dass das Kathedralkapitel ihn zum neuen Bischof wählen würde. Das Kathedralkapitel konnte sich aber auf keinen Kandidaten einigen, worauf Papst Gregor IX. 1231 Bonifatius zum Bischof ernannte. Trotz seines geistlichen Standes hatte Peter in dieser Zeit wahrscheinlich während einer Fehde seinen Bruder Aymon gegen Bischof Landri de Mont von Sion unterstützt.

## Heirat mit der Erbin von Faucigny
Nach dem Scheitern seiner Kandidatur als Bischof von Lausanne entschloss sich Peter vor Mai 1233, aber wahrscheinlich erst nach dem Tod seines Vaters im März 1233, seine Karriere als Geistlicher zu beenden. Vermutlich durch Vermittlung seines Bruders Wilhelm konnte er Agnes, die jüngere Tochter von Aymon II. von Faucigny heiraten. Sie und ihre ältere Schwester Beatrix, die Etienne II. de Thoire-Villars geheiratet hatte, waren die einzigen Kinder ihres Vaters. Im Februar 1234 wurde der Heiratsvertrag im Château de Châtillon unterzeichnet. Darin erklärte Aymon II. seine Tochter Agnes zur Haupterbin, falls er mit seiner neuen Frau keine männlichen Kinder bekommen würde. Von diesem Erbe waren nur die Güter ausgenommen, die bereits Beatrix als Mitgift erhalten hatte. Peter vereinbarte seinerseits, dass seine Kinder aus der Ehe mit Agnes diesen Besitz erben würden, auch wenn er Kinder aus weiteren Ehen haben würde. Durch die Heirat wurde der Einfluss der Grafen von Savoyen auf die Region südlich des Genfer Sees ausgeweitet.

## Adliger im Westalpenraum und in England

### Aufbau einer eigenen Herrschaft im Alpenraum

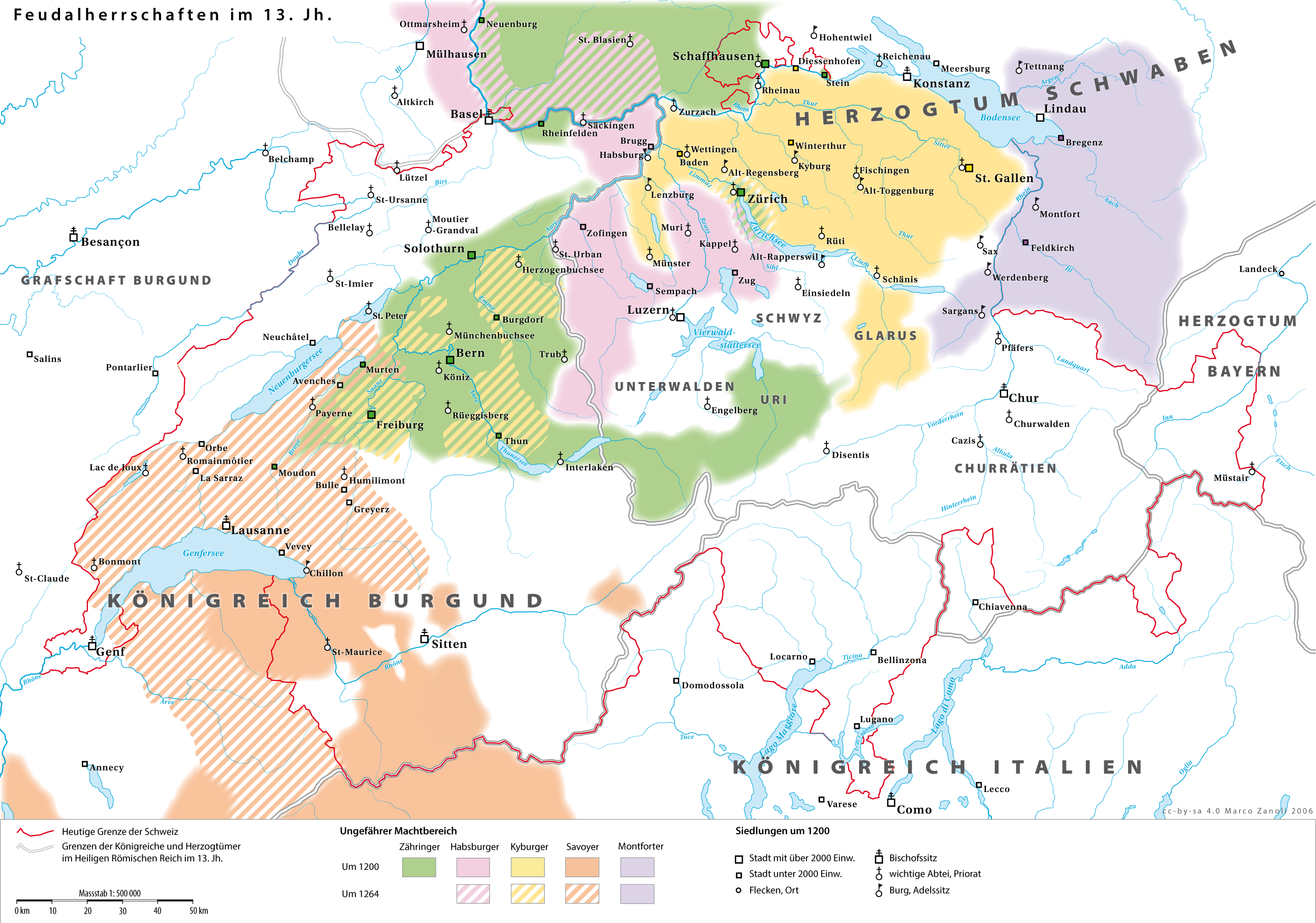
Die Besitzungen der großen Adelsgeschlechter im Gebiet der heutigen Schweiz um 1200 und deren Gebietsgewinne bis 1264. Deutlich erkennbar sind die umfangreichen Erwerbungen des Hauses Savoyen, die vor allem durch Peter von Savoyen erfolgten.

Amadeus IV., der älteste Bruder von Peter hatte nach dem Tod des Vaters das Erbe in Savoyen angetreten. Es ist aber ungeklärt, ob sein Vater ein Testament hinterlassen hatte. Dazu galt in den verschiedenen Besitzungen der Familie teils ein unterschiedliches Erbrecht. Deshalb forderten Peter und sein Bruder Aymon nun einen Anteil der väterlichen Besitzungen. Im Juli 1234 musste Peter aber während einer Familienkonferenz auf Burg Chillon auf den Großteil seiner Ansprüche verzichten. Er musste sich mit den zwischen Lyon und Genf gelegenen Burgen Lompnes und Saint Rambert als Lehen seines Bruders sowie mit einer einmaligen Zahlung von 100 Mark zufriedengeben. Peter versuchte nun, von diesen Besitzungen aus und mit Unterstützung seines Schwiegervaters eine eigene Herrschaft aufzubauen, und verfolgte eine aggressive Politik gegen die benachbarten Herrschaften. Noch im Juli 1234 zwang er Amadeus II. von Gex, seine Burg und die Besitzungen, die er als Lehen von Faucigny hielt, als Lehen von ihm zu nehmen. Vor allem musste der Herr von Gex Peter ein Öffnungsrecht für die Burg von Gex zugestehen. Die Vereinbarung richtete sich klar gegen Graf Wilhelm II. von Genf, einen Bruder seiner Mutter, denn Peters eigene Burgen und die von Gex kreisten das Gebiet des Grafen ein. Daraufhin kam es zu einer Fehde zwischen Peter und dem Grafen von Genf, über deren Verlauf nur wenig bekannt ist. Ende 1236 oder 1237 geriet Peter in einen Hinterhalt von Raoul de Geneve, dem ältesten Sohn seines Gegners, und wurde gefangen genommen. Da dieser Überfall aber nach Abschluss eines Waffenstillstands erfolgt war, wandten sich nun Peters Brüder, vor allem Amadeus IV., gegen den Grafen von Genf. Angesichts des Drucks der Familie musste der Graf Peter freilassen. Am 13. Mai 1237 wurde die Fehde durch ein Abkommen beendet, in dem Graf Wilhelm eine Strafe von 20.000 Mark sowie die Übergabe der strategisch wichtigen Burg von Arlod akzeptieren musste. Graf Wilhelm versuchte aber, die Übergabe der Burg hinauszuzögern, so dass Peter erst nach weiteren Kämpfen 1242 in den Besitz der Burg kam. Nach dem kinderlosen Tod seines Bruders Aymon, dem Herrn des an Faucigny angrenzenden Chablais, übernahm Peter womöglich 1237 als Vasall seines Bruders die Herrschaft im Chablais.
Im Streit zwischen Kaiser Friedrich II. und dem Lombardenbund stellte sich Peter wie seine Brüder Amadeus und Thomas auf die Seite des Kaisers. Als der Kaiser im Februar 1238 nach Turin zog, schlossen sich ihm Peter und sein Bruder Amadeus dort an. Anschließend unterstützten sie den Kaiser bei seinem Feldzug gegen den lombardischen Städtebund. Nach dem Rücktritt von Bischof Bonifatius von Lausanne 1239 versuchte Peter mit Unterstützung seines Schwiegervaters Aymon de Faucigny, der das Amt des Schutzherrn der Diözese innehatte, die Wahl seines Bruders Philipp zum Bischof durchzusetzen. Ein offener Angriff auf die Stadt Lausanne im sogenannten Krieg um Lausanne scheiterte aber 1240, und 1241 bestätigte Papst Gregor IX. Philipps Rivalen Jean de Cossonay als neuen Bischof.

### Aufstieg zum englischen Magnaten
1234 hatte Peters Nichte Margarete den französischen König Ludwig IX. geheiratet. 1236 heiratete Margaretes Schwester Eleonore den englischen König Heinrich III. Vor allem diese Heiraten führten dazu, dass die Grafen von Savoyen zu dieser Zeit für eine Familie ihres Ranges beispiellose internationale Verbindungen besaßen. Mehrere Verwandte von Peter, darunter seine Brüder Wilhelm und Thomas konnten dank ihrer Nichte Eleonore Kontakte zum englischen Königshof aufbauen. Nach dem Rückschlag im Krieg um Lausanne wollte Peter dem Beispiel seiner Brüder folgen. Er bat um ein Treffen mit dem englischen König und reiste nach England, das er um Weihnachten 1240 erreichte. Der englische König nahm ihn als Verwandten seiner Frau äußerst herzlich auf. Am 5. Januar 1241 schlug der König Peter in Westminster zum Ritter. Wenig später wurde sein Bruder Bonifatius zum neuen Erzbischof von Canterbury gewählt. Peter wurde zum Sheriff von Kent ernannt, und im Mai 1241 übergab ihm der englische König die Honour of Richmond als Lehen. Er wurde in den Kronrat aufgenommen und diente ab Mai 1241 als königlicher Richter, so dass er bald zu den einflussreichsten Ratgebern des Königs gehörte. Im Juni 1241 sandte Heinrich III. Peter als Gesandten nach Reichsburgund, wo er versuchen sollte, die Barone Guillaume de Vienne und Jean de Chalon als Verbündete im Konflikt mit dem französischen König Ludwig IX. zu gewinnen. Im September 1241 war Peter wieder in England, wo der König ihn mit der einträglichen Verwaltung der Besitzungen des minderjährigen John de Warenne, 6. Earl of Surrey sowie der Burgen Lewes, Pevensey und Canterbury beauftragte. Wenig später wurde ihm im November 1241 auch Rochester Castle und die Aufsicht über die Cinque Ports anvertraut. Diese Bevorzugung eines Ausländers durch den König führte zu Unmut in England. Vermutlich um die englischen Barone zu beschwichtigen, verzichtete Peter während seiner gesamten Zeit in England auf eine Titulierung als Earl of Richmond, obwohl er von zeitgenössischen Chronisten als solcher bezeichnet wurde. Stattdessen nannte er sich nur Lord of Richmond. Als er im Frühjahr 1242 wieder England verließ, legte Peter die Verwaltung von Dover, Rochester und Canterbury Castle wieder nieder.

### Dienst als Gesandter für den englischen König
Vor Dezember 1241 war Peter für kurze Zeit wieder in Savoyen, wo er vielleicht weitere Verbündete für den geplanten Feldzug des englischen Königs gegen den französischen König suchte. Im Januar 1242 war er wieder in Westminster, wo er während eines Parlaments den Baronen Zugeständnisse des Königs unterbreitete. Im gleichen Monat übergab ihm der König für zehn Jahre die Verwaltung der Honour von Aigle in Sussex sowie Pevensey Castle. Diese Übernahme der Verwaltung wurde später in ein erbliches Lehen umgewandelt. Sein bisher angespanntes Verhältnis zu Richard von Cornwall, dem Bruder des Königs, hatte sich inzwischen verbessert, da dieser sich entschlossen hatte, Sancha, eine Schwester von Königin Eleonore und damit eine Nichte von Peter zu heiraten. Im Februar 1242 reiste Peter in das südwestfranzösische Poitou, um dort die Ankunft des englischen Heeres vorzubereiten. Dabei entging er nur knapp einer Gefangennahme in einem Hinterhalt. An dem englischen Feldzug in Südwestfrankreich, der völlig scheiterte, nahm Peter aber nicht teil. Der englische König hatte ihn zu weiteren Verhandlungen über die Heirat von Richard von Cornwall in die Provence geschickt. Dort schloss er im Juli 1242 zusammen mit seinem Bruder Philipp als Vertreter für Richard von Cornwall in Tarascon den Heiratsvertrag.

### Erfolge in Savoyen
Peter war nun nicht nur ein bedeutender Adliger im Westalpenraum, sondern durch die Gunst des englischen Königs auch ein bedeutender englischer Magnat. Bis zu seinem Tod war er deshalb sowohl um die Sicherung seiner Stellung in England wie um die Wahrung und den Ausbau seiner Besitzungen in Savoyen bemüht. Die Verwaltung seiner englischen Besitzungen und seine Dienste für den englischen König nahmen ihn aber so in Anspruch, dass er sich seit 1240 nur wenig um seine alpenländischen Besitzungen gekümmert hatte. Noch von England aus hatte er im Dezember 1241 die Verlobung seiner einzigen Tochter Beatrix mit Guigues, dem Dauphin von Viennois gebilligt und so dessen Unterstützung für das Haus Savoyen gesichert. Als er im Sommer 1242 aus der Provence nach Savoyen zurückkehrte, setzte er zunächst den Kampf gegen Graf Wilhelm von Genf fort. Bis August 1242 konnte er die bereits 1237 zugesagte Übergabe von Arlod durchsetzen. Dann nahm er mit dem Dauphin von Viennois erneute Verhandlungen über den in seiner Abwesenheit geschlossenen Heiratsvertrag seiner Tochter auf. Bis Dezember 1242 konnte er die Zahlung einer geringeren Mitgift und weitere Vorteile für seine Tochter aushandeln.

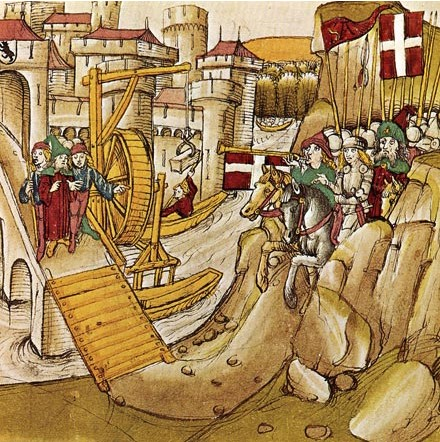
Peter von Savoyen (mit grünem Hut) bei einem Feldzug. Zwischen 1484 und 1485 entstandene Darstellung aus der Berner Chronik.

### Beginn der Eroberung des Waadtlands
Aus der englischen Honour of Richmond hatte er jährliche Einkünfte von etwa £ 1500. Diese Einkünfte sowie Kredite von Richard von Cornwall gaben Peter die Möglichkeit, seine Besitzungen in Savoyen durch Kauf zu erweitern. Im März 1242 konnte er gegen Geldzahlungen den Herrn von Aubonne, Jacques d’Aubonne, bewegen, ihn als Lehnsherrn anzuerkennen. Dazu begann er mit Unterstützung seines Bruders mit der Eroberung des Waadtlands. Vermutlich nach einer Niederlage unterwarf sich ihm im Mai 1244 Rudolf III., der Graf des strategisch wichtigen Gruyère. Dann schloss Peter am 29. Mai 1244 in der Burg von Évian ein Abkommen mit Bischof Jean de Cossonay von Lausanne. Der frühere Rivale seines Bruders Philipp um das Bischofsamt musste Peter die Besitzungen des Bistums bei Romont sowie im Waadtland übergeben. Dazu bestätigte er die Unterwerfung seines Bruders Humbert II. de Cossonay. In der Folge unterwarfen sich auch weitere Adlige der Region, deren Angehörige Peter noch 1240 im Krieg um Lausanne bekämpft hatten. Somit konnte Peter bis Sommer 1244 durch militärischen Druck, durch Verhandlungen und durch Kauf die Kontrolle über das gesamte Waadtland gewinnen. Dabei hatte Peter offenbar die wirtschaftliche Bedeutung der Region erkannt, denn er gewährte mehreren Orten Marktrechte und sicherte sich die Kontrolle über wichtige Straßen.

### Erneuter Dienst als Militär und Gesandter in England
Im Sommer 1244 kehrte Peter nach England zurück. Ihn begleiten vermutlich zahlreiche Adlige aus Savoyen, die teils in England blieben und dort in den Dienst der Krone traten oder heirateten. Im Juli 1244 diente Peter während eines Parlaments als Sprecher des Königs gegenüber den Vertretern der Kleriker. Im August nahm er am Feldzug von Heinrich III. nach Schottland teil, der aber ohne Kämpfe durch den Vertrag von Newcastle beendet wurde. Im Oktober 1244 nahm er an der Ratsversammlung in Westminster teil, während der der König seine Barone um die Gewährung einer Steuer bat. Dann widmete er sich der Verwaltung seiner Besitzungen in England. Während des Kriegs in Wales befehligte er im Sommer 1245 einen Teil des königlichen Heeres. Als Heinrich III. am 16. Januar 1246 in Westminster ein Bündnis mit Peters Bruder Amadeus von Savoyen verkündete, war er noch in England. Im Februar 1246 erhielt er vom König ein Haus am Strand außerhalb von London, aus dem der spätere Savoy Palace entstand. Wenig später reiste er vermutlich nach Savoyen, vermutlich als Gesandter des Königs, um mit seinem Bruder Amadeus zu verhandeln. Dabei konnte er mit seinem in England erworbenen Geld weitere Besitzungen im Waadtland erwerben. Nach dem Vertrag, den der englische König mit Amadeus geschlossen hatte, sollte eine von dessen Enkeltöchtern einen englischen Earl heiraten. Als Peter nach kurzem Aufenthalt in Savoyen im Februar 1247 nach England zurückkehrte, hatte er zwei Töchter von Adligen aus Savoyen mitgebracht. Eine war Alicia de Saluzzo, eine Tochter seiner Nichte Beatrix und von Markgraf Manfred III. von Saluzzo, die vermutlich im Mai 1247 den Earl of Lincoln heiratete. Die zweite, namentlich nicht genannte Frau heiratete Richard de Burgh, einen Sohn des königlichen Justiciars Hubert de Burgh. Diese Heiraten von englischen Baronen mit ausländischen Adligen führten allerdings zu Unruhe unter zahlreichen englischen Baronen.
Vermutlich bis mindestens April 1248 blieb Peter in England, dann kehrte er nach Savoyen zurück. Dort versuchte er, sich aus dem Machtkampf zwischen dem Kaiser und Papst Innozenz IV. herauszuhalten, in den seine Brüder Amadeus, Bonifatius und Philipp verwickelt waren. 1248 konnte er von Bischof Jean de Cossonay von Lausanne die Herrschaftsrechte über Vevey auf der Straße zum Grossen St. Bernhard erwerben. Dazu errichtete er ein befestigtes Haus bei Romont. Im September 1249 belehnte ihn sein Bruder Amadeus mit der Burg von Féternes am Südufer des Genfer Sees. Als er im Oktober 1249 wieder auf dem Weg nach England war, beauftragte ihn der englische König, zusammen mit Bischof Aigueblanche von Hereford mit dem französischen König Ludwig IX. über eine Verlängerung des Waffenstillstands zwischen England und Frankreich zu verhandeln. Im gleichen Monat wurde ihm die Verwaltung von Rye Castle und der Honour und Burg von Hastings übertragen, nachdem deren Besitzerin, Maria von Eu, mit Alfons von Brienne einen verfeindeten französischen Adligen geheiratet hatte. Als der englische König 1250 verkündete, einen Kreuzzug zu unternehmen, reiste Peter zusammen mit seinem Bruder Philipp und Richard von Cornwall erneut nach Paris, um den Waffenstillstand erneut zu verlängern.

### Konflikte mit den Grafen von Genf
Nach seiner Rückkehr nach Savoyen kam es 1250 kam es erneut zu einer Fehde mit Graf Wilhelm II. von Genf, der von seinem Sohn Raoul und Albert, Seigneur de La Tour du Pin unterstützt wurde. Die Fehde endete mit einer klaren Niederlage des Grafen von Genf, denn die Savoyarden hatten die Burg von Les Clées sowie die Stadtburg Bourg-du-Four in Genf erobert. Am 28. Juni 1250 kam durch Vermittlung von Philipp von Savoyen ein Frieden zustande, in dem Graf Wilhelm vereinbarte, 10.000 Mark an Peter zu zahlen. Als Sicherheit für die Zahlung dieser Summe erhielt Peter die Kontrolle über die sechs wichtigsten Burgen des Genevois, darunter Bourg-du-Four, Ballaison und Les Clées sowie weiteren Besitz zwischen den Flüssen Arve und Dranse. Auch Peters Besitz von Arlod wurde bestätigt. Die Zahlung der Summe von 10.000 Mark überstieg die Möglichkeiten des Grafen von Genf bei weitem, so dass er die Burgen und Besitzungen faktisch an Peter abtrat. Dann wandte sich Peter gegen den mit dem Grafen von Genf verbündeten Albert de La Tour-du-Pin. Dieser hatte auch eine Fehde mit Philipp von Savoyen begonnen, der inzwischen Erzbischof von Lyon geworden war. Zusammen konnten die Brüder ihren Gegner zur Unterwerfung zwingen. 1249 war es zu einer Fehde zwischen der Propstei Nantua und Beatrice de Faucigny, der Witwe von Etienne II. de Thoire-Villars gekommen. Peters Bruder Bonifatius war trotz seines Amtes als Erzbischof von Canterbury auch Propst von Nantua geblieben. Als ein Aufgebot von Beatrice de Faucigny Nantua belagerte, traf Bonifatius aus England in der Region ein. Er bat seine Brüder Amadeus und Peter um Hilfe. Peter, der auch Schwager von Beatrice de Faucigny war, konnte sie zu Verhandlungen bewegen. 1251 kam es zu einem Abkommen, in dem Beatrice de Faucigny endgültig auf ihre Ansprüche auf Nantua verzichtete.

### Ratgeber des englischen Königs und Erweiterung der Besitzungen in Savoyen
Im März 1251 kehrte Peter kurzzeitig nach England zurück. Dabei wurde er intensiv in das Untersuchungsverfahren verwickelt, das gegen Simon de Montfort, den ehemaligen Lieutenant der Gascogne geführt wurde. In den Verhandlungen gehörte Peter zu den wenigen Magnaten, die Montfort von Beginn an entschlossen unterstützen. Bis 1252 konnte Peter so den Ärger des Königs auf dessen Schwager dämpfen. Zwischenzeitlich kehrte er wieder nach Savoyen zurück, wo im August 1251 Peters Schwiegervater Aymon de Faucigny auf dem Sterbebett lag. Peter wurde nun offiziell als Herr von Faucigny eingesetzt. Er versuchte nun, mit Unterstützung seines Bruders Philipp seine Herrschaft im Waadtland auszubauen. Um die wichtigen Handelsrouten Handelsstraßen besser kontrollieren zu können, kaufte er mehrere Burgen und Dörfer wie Châtel-Saint-Denis, Corbières, Pont-en-Ogoz, Illens und Arconciel. Auch die Barone von Grandson, Belmont, La Sarraz und Cossonay erkannten Peter als ihren Oberherrn an. Ihnen folgten bis 1254 der Walliser Baron Guillaume de Valere, Bermond de Montjovet im Aostatal und Aymon de Montagny aus dem Waadtland. Die Expansion von Peters Herrschaft führte zu Spannungen mit den Städten Murten und Bern und 1251 zu einer Fehde mit Freiburg. Freiburg hatte bisher unter der Oberherrschaft von Graf Hartmann dem Älteren von Kyburg gestanden, der mit Peters Schwester Margarete verheiratet war. Durch Vermittlung durch Hartmann konnte der Konflikt beigelegt werden. 1252 reiste Peter wieder nach England.

### Führender diplomatischer Ratgeber des englischen Königs in Frankreich
Während einem seiner Besuche in England hatte Peter im April 1252 ein Kreuzzugsgelübde abgelegt und versprochen, an dem geplanten Kreuzzug des englischen Königs teilzunehmen. Der König versprach ihm, ihn mit 10.000 Mark finanziell zu unterstützen, dazu zahlte er ihm noch weitere 5500 Mark und übergab ihm wieder die Verwaltung von Pevensey sowie für die Honour und Castle von Tickhill, das er für den jungen Thronfolger Lord Eduard verwaltete. Dazu erhielt er die Vormundschaft für den jungen Earl of Devon und für den minderjährigen John de Vescy. Peter verheiratete Vescy entweder mit einer Tochter des Barons von La Chambre oder mit einer Tochter des Vicomte von Aosta. Im November 1252 wurde er in England in einen Streit zwischen seinem Bruder, Erzbischof Bonifatius, und Aymer de Lusignan, dem gewählten Bischof von Winchester verwickelt. Der Streit entwickelte sich zu einer langanhaltenden Rivalität zwischen den Verwandten der Königin aus Savoyen und den Verwandten des Königs aus dem Poitou. Im August 1253 gehörte Peter zum Gefolge des Königs, als dieser zu einer Expedition in seine südfranzösischen Besitzungen aufbrach. Vor seinem Aufbruch vertraute der König Peter im Juli 1253 zahlreiche Urkunden an, die den Landbesitz des Thronfolgers belegten und die Königin Eleonore im Fall des Todes des Königs zur Regentin bestimmten. In Frankreich gehörte Peter zu den führenden diplomatischen Beratern des Königs. Er unterstützte Bischof Aigueblanche bei Verhandlungen mit dem König von Navarra über einen Waffenstillstand und mit dem französischen König über die englischen Besitzungen in der Gascogne. 1253 hatte Peter Vormundschaftsverwaltungen für irische Besitzungen erhalten. Deshalb wurde er zu einem der Ratgeber des Thronfolgers Eduard ernannt, den der König zum Lord of Ireland ernannt hatte. Peter war auch wesentlich an den Verhandlungen über die Heirat von Eduard mit der kastilischen Königstochter Eleonore beteiligt. Im Juli 1254 nahm er an der Verlobungsfeier in Saint-Macaire teil. Er hatte auch wesentlichen Anteil an den Beratungen über die Pläne des Königs für einen Feldzug nach Sizilien. Im Herbst 1254 gehörte er zum Gefolge des englischen Königs, der von der Gascogne durch Frankreich nach England reiste und dabei in Chartres und Paris den französischen König traf.

### Ausgleich mit Hartmann dem Jüngeren von Kyburg im Waadtland
Von Frankreich reiste Peter im Herbst 1254 zurück in den Alpenraum, wo er die meiste Zeit des folgenden Jahres verbrachte. Nach dem Tod seines Bruders Amadeus 1253 hatten Peter und sein Bruder Philipp eine Aufteilung des Erbes gefordert. Schließlich kam es 1255 zu einer Einigung mit ihrem Bruder Thomas, der für Bonifaz, den minderjährigen Sohn von Amadeus die Regentschaft übernommen hatte. Falls er die Herrschaft im Chablais bereits 1237 übernommen hatte, erhielt Peter jetzt die Herrschaft sowie das Wallis als Lehen von Savoyen. Dazu erhielt er von ihm geforderte Geldzahlungen. Peters Schwager Graf Hartmann der Ältere von Kyburg hatte vor 1253 seine Besitzungen an seinen Neffen Hartmann dem Jüngeren übergeben. Dieser stellte sich energisch der Expansion von Peter entgegen. Da er aber auch selbst eine aggressive Politik gegenüber Bern und Murten betrieb, wandten sich diese im November 1254 König Wilhelm von Holland. Der König ernannte daraufhin im Mai 1255 Peter zum Reichsvogt und beauftragte ihn, Bern und Murten zu beschützen. Dadurch behielten die beiden Städte ihren Status als Reichsstadt, doch vor allem Murten übertrug wesentliche Rechte an Peter. Mit diesem Erfolg hatte Peter seinen Rivalen Hartmann erfolgreich ausmanövriert. Vor 1256 konnte er mit Hartmann in Bollingen eine Einigung über die Grenzen ihrer Besitzungen im Waadtland erreichen. Dann unterstützte Peter die Stadt Bern beim Bau einer Brücke über die Aare und erlaubte der Stadt den Bau stärkerer Befestigungen, so dass er von den Bürgern hohes Ansehen genoss.

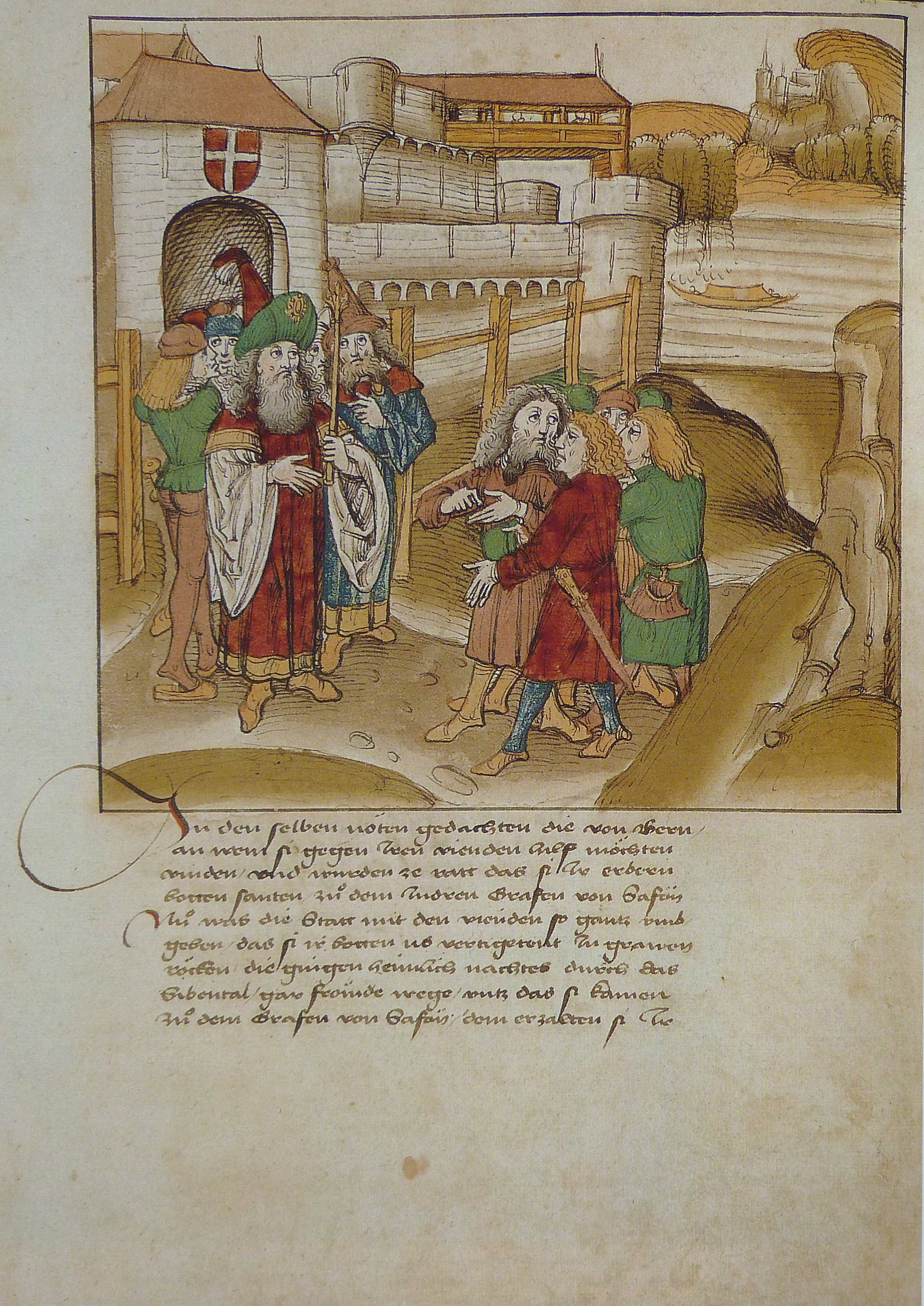
Peter von Savoyen empfängt Vertreter der Stadt Bern. Zwischen 1484 und 1485 entstandene Darstellung aus der Chronik von Diebold Schilling dem Älteren.

### Unterstützung seines in Gefangenschaft geratenen Bruders Thomas
Über die Gascogne, wo er den von Heinrich III. zum Herrn von Aquitanien erhobenen Thronfolger Eduard beriet, reiste Peter wieder nach England, das er vor November 1255 erreichte. 1256 betraute Heinrich III. ihn wieder mit Verhandlungen mit dem französischen König Ludwig IX. Dazu wurde er aufgrund seiner diplomatischen Erfahrungen mit dem päpstlichen Hof und der Italienpolitik der römisch-deutschen Könige eng in die Beratungen über die geplante Eroberung Siziliens einbezogen. Im Sommer 1256 war Peter wieder in Savoyen. Sein Bruder Thomas, der als Regent für den minderjährigen Grafen Bonifaz diente, war im November 1255 von den Bürgern von Turin und Asti gefangen genommen worden. Die Bürger verlangten für die Freilassung Zugeständnisse im Piemont, worauf Peter im Sommer 1256 erfolglos Turin belagerte. Erst im November 1256 kehrte er nach England zurück. Dort erließ Heinrich III. eine Anordnung, nach der die königliche Kanzlei keine für Peter nachteiligen Schreiben und Dokumente ausstellen durfte. Im Januar 1257 verließ Peter wieder England, vermutlich um weitere Verhandlungen über die Freilassung von Thomas zu führen. Bereits vor April 1257 war er aber wieder in England. Im Mai 1257 erwarb er zusammen mit Königin Eleonore die Vormundschaftsverwaltung für Robert de Ferrers, den Erben des Earl of Derby. Für diese einträgliche Aufgabe zahlten Peter und die Königin eine Gebühr von 6000 Mark an den Thronfolger. Anschließend war Peter an weiteren Verhandlungen über den Feldzug nach Sizilien beteiligt. Im Juni 1257 reiste er zusammen mit Simon de Montfort zu neuen Friedensverhandlungen nach Frankreich. Sein Bruder Thomas kam nach langwierigen Verhandlungen im Mai 1257 aus der Gefangenschaft frei.

### Rolle im Konflikt des englischen Königs mit einer Adelsopposition
Im April 1258 nahm Peter in England am Parlament in Oxford teil, bei der es zu einer Revolte gegen den König kam. Er unterstützte offenbar von Beginn an die Reformbestrebungen der Barone und war ebenso wie viele von ihnen ein Gegner der Lusignans, der aus Südwestfrankreich stammenden Halbbrüder des Königs. Am 12. April plante er zusammen mit Simon de Montfort, dem Earl of Norfolk, Earl of Gloucester und drei anderen Baronen Reformen, die sie wenig später dem Parlament vorstellten. Anschließend gehörte er im Mai der hochrangigen englischen Gesandtschaft an, die in Paris einen vorläufigen Friedensvertrag mit Frankreich besiegelte. Im August 1258 beriet er die von den Baronen geführte Regierung, die mit Papst Alexander IV. über die Aufgabe der englischen Ansprüche auf Sizilien verhandelte. Dann gehörte er zusammen mit Simon de Montfort und John Mansel einer Gesandtschaft nach Schottland an, wo die Lage aufgrund der unklaren Machtverhältnisse während der Minderjährigkeit des schottischen Königs Alexander III. angespannt war. Schließlich wurde er in England zum Mitglied des neuen, fünfzehnköpfigen Staatsrates gewählt, der weitgehend die Regierung übernommen hatte. Im Januar 1259 versuchte die Regierung der Barone, Richard von Cornwall, der zum römisch-deutschen König gewählt worden war, auf ihre Seite zu ziehen. Peter sollte dabei Richard bei seiner Ankunft in England begrüßen. Im Sommer 1259 war Peter wieder in Frankreich, wo er die abschließenden Verhandlungen führte, die zum Frieden von Paris führten. Im Verlauf der Verhandlungen reiste er in den nächsten Monaten mindestens zweimal von Frankreich nach England und zurück. Peter führte auch zusammen mit John Mansel und dem Earl of Gloucester Verhandlungen mit Herzog Johann von der Bretagne. Durch den Frieden mit Frankreich konnte sich der englische König wieder mit dem Herzog aussöhnen, der Beatrix, eine Tochter von Heinrich III. heiraten sollte. Der Herzog forderte als Mitgift die Honour of Richmond, die seinen Vorfahren gehört hatte. Die Honour befand sich aber im Besitz von Peter, der nicht auf die reichen Güter verzichten wollte. Heinrich III. wollte sie ihm nicht ohne seine Zustimmung wegnehmen, und schließlich verzichtete der Herzog am 13. Dezember 1259 auf seine Ansprüche. Daraufhin fand die Hochzeit im Januar 1260 in Saint-Denis statt. Inzwischen kam es aber zu Spannungen zwischen Peter und Simon de Montfort, dem inzwischen wichtigsten Führer der Adelsopposition gegen Heinrich III. Montfort, der auch Ansprüche auf Besitzungen in Frankreich hatte, versuchte aus den Verhandlungen mit Frankreich persönliche Vorteile zu ziehen, was Peter kritisch sah. Vermutlich auf Montforts Bestrebungen schied Peter im Frühjahr 1260 aus dem fünfzehnköpfigen Staatsrat aus.

### Weiterer Ausbau seiner Besitzungen im Westalpenraum

#### Fehde mit dem Grafen von Genf
Im Februar 1260 verließ Peter England und reiste wieder nach Savoyen. Dort hatten seine Statthalter während seiner Abwesenheit Fehden mit Graf Raoul von Genf und mit dem Bischof von Sion geführt. Anfang November 1254 hatte Henri, ein jüngerer Bruder des Grafen von Genf, seine Besitzungen im Genevois als Lehen von Peter genommen. Im Mai 1259 übergab Ebal de Geneve, ein Sohn von Humbert von Genf, Peter seine Ansprüche auf das Genevois. Als Graf Wilhelm 1220 die Herrschaft im Genevois übernommen hatte, hatte er die Erbansprüche der Söhne seines verstorbenen Bruders Humbert ignoriert und seine Neffen zur Flucht gezwungen. Peter hatte die beiden Söhne von Humbert aufgenommen und sie vor 1244 nach England gebracht, wo sie dank des Einflusses von Peter Karriere gemacht hatten. Nach dem Tod von Wilhelm von Genf 1252 hatte dessen ältester Sohn Raoul die Herrschaft übernommen. Dieser setzte den Konflikt seines Vaters mit Savoyen fort und hatte ab 1259 versucht, die Minderjährigkeit von Graf Bonifaz auszunutzen. Dazu hatte er nach dem Tod von Peters Mutter Margarete von Genf 1258 deren Besitzungen bei Cornillon und Les Clefs besetzt sowie die Burg Charousse erobert, die an Peter verpfändet worden war. Da Peter zu der Zeit vor allem in England gewesen war, konnte er nicht direkt gegen Graf Raoul vorgehen. Mit englischem Geld kaufte er aber weitere Rechte und Herrschaften auf, unter anderem im Chablais von der Familie Rovoree, die Hommage von Guillaume und Girard de Compey, Besitzungen des Abtes von Kloster Saint-Maurice bei Commugny, Saint Loup und Versoix, die früher einmal den Grafen von Genf gehört hatten. Als Peter Anfang 1260 nach Savoyen zurückgekehrt war, rief er seine Vasallen zu einem Angriff auf die Burg von Charousse auf, die er wenig später zurückerobern konnte. Daraufhin kam es zu Verhandlungen. Raoul von Genf erhielt Charousse zurück, musste Peter aber für den Besitz huldigen und 2000 Livres Viennois zahlen. Im Gegenzug blieb umfangreicher Besitz, den Raouls Vater seit 1237 verpfändet hatte, nun lebenslang in Peters Besitz.

#### Erweiterung der Besitzungen im Waadtland
Nach seinem Erfolg gegen den Grafen von Genf wandte sich Peter dem Waadtland zu. Richard von Cornwall hatte ihm als römisch-deutscher König in England 1259 das Recht zum Bau von Burgen bei Bern sowie Besitzrechte am Fluss Saane zugesichert, die Peter nun 1260 beanspruchte. Er ließ den Übergang über die Saane bei Gümmenen durch eine Burg befestigen. Nach längeren Verhandlungen konnte er dann für 500 Livres Viennois die Herrschaft Yverdon kaufen. Im Mai 1260 gewährte ihm Bischof Jean de Cossonay von Lausanne für Yverdon Marktrechte, und 1263 konnte Peter durch Vereinbarungen mit Amaury de Joux seinen Besitz bei Yverdon vergrößern. Er begann mit dem Bau von Burg Yverdon, wodurch aus dem kleinen Fischerdorf war ein wichtiger Stützpunkt im Waadtland wurde. Als Baron von Faucigny hatte Aymer von seinem Schwiegervater auch das Amt des Schutzherrn für das Bistum Lausanne übernommen. Im August 1260 zwang er Bischof Jean de Cossonay, ihm wichtige Hoheitsrechte in Lausanne zu überlassen. Dadurch bekam er in der Stadt fast ebenso viel Einfluss wie der Bischof.

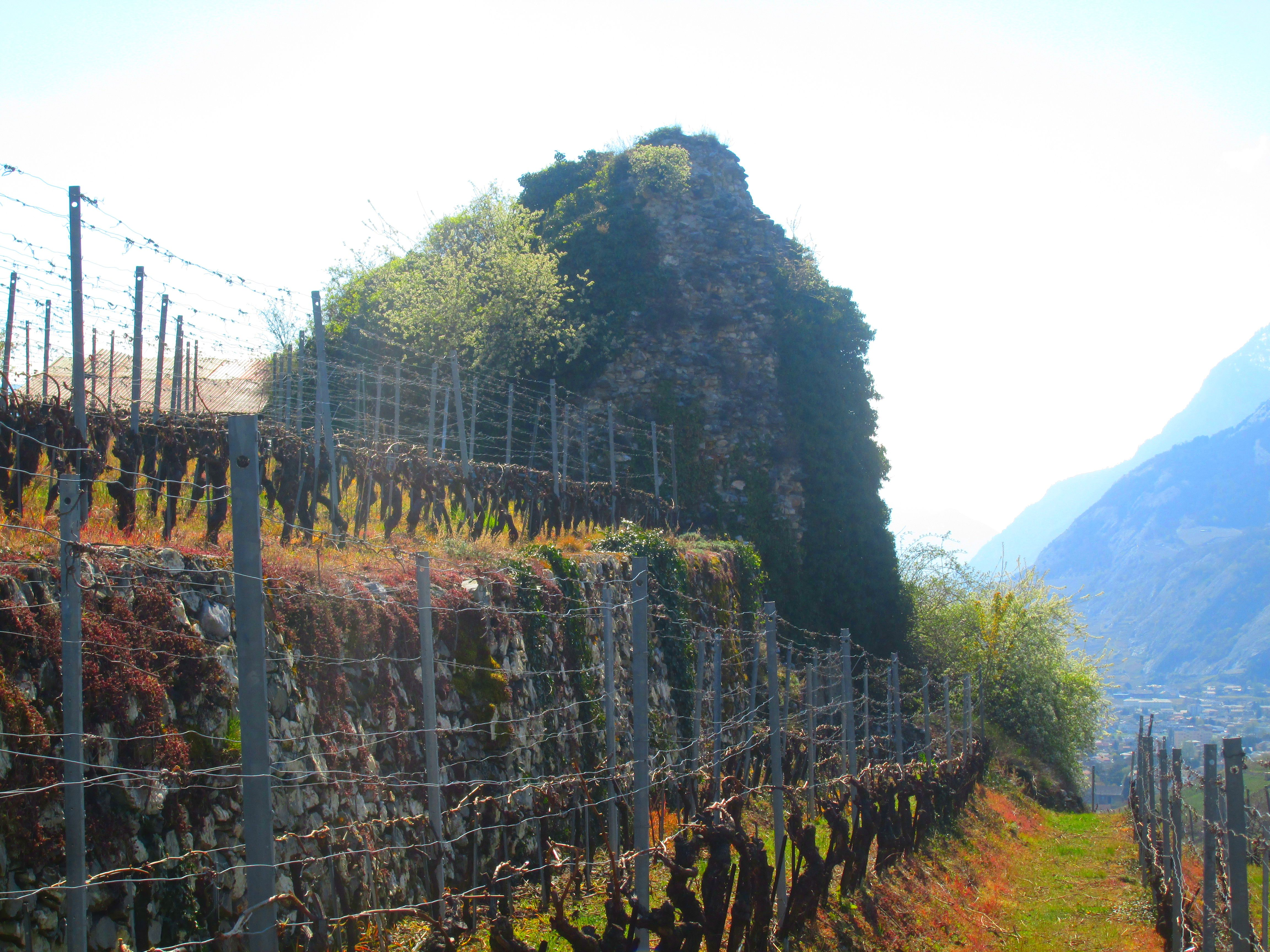
Die Ruinen der Burg von Conthey, die Peter von Savoyen ab 1257 ausbauen ließ

#### Fehde mit dem Bischof von Sitten
Im Wallis kam es zwischen Peter und Bischof Henri de Rarogne von Sitten zu einer heftigen Fehde. Mit der Erbaufteilung von 1255 war Peter in den Besitz der Burgen von Saillon und Conthey gekommen, die nur wenig von Sitten entfernt lagen. Nach 1257 ließ Peter Conthey erheblich ausbauen. Die Burg erhielt als eine der ersten Burgen einen mächtigen, runden Donjon, der später für die Burgen im Westalpenraum charakteristisch wurde. Der Bischof ließ daraufhin seine Burgen verstärken und die Burgen La Soie und Montorge neu errichten. 1260 kam es schließlich zum offenen Krieg. Aymon de la Tour-Chatillon, ein wichtiger Vasall des Bischofs, wechselte die Seiten und unterwarf sich Peter. Der Bischof berief daraufhin seine Vasallen zu einem Feldzug gegen den abtrünnigen de la Tour-Chatillon. Daraufhin ließ Peter von seinen Vasallen die bischöflichen Burgen von Crest und La Bâtiaz. Im Juli 1260 einigten sich beide Parteien, einer Schlichtung des Konflikts zuzustimmen. Nach langen Verhandlungen wurde im September 1260 ein Friedensvertrag unterzeichnet, in dem der Bischof die Überlegenheit von Peter akzeptieren musste. Peter durfte die eroberten Burgen von Crest, Chamoson und La Bâtiaz samt der Besitzungen des Bischofs im unteren Wallis behalten. Dagegen verzichtete er auf seine Ansprüche am östlichen Ufer des Flusses Morges. Anschließend knüpfte Peter neue Allianzen im Berner Oberland, unter anderem mit Heinrich von Stretelingen. Damit wurde der Bischof von Sitten weiter eingekreist und Peters Einfluss im unteren Wallis wurde ausgebaut.

### Seitenwechsel in England
Erst im November 1260 kehrte Peter nach England zurück. Dort unterstützte er nun nicht mehr die Regierung der Barone, sondern den König, der versuchte, seine Macht gegenüber den Baronen zurückzugewinnen. Ein Grund für Peters eindeutigen Seitenwechsel war wohl nicht nur das Zerwürfnis mit Simon de Montfort, sondern auch die Politik der Regierung der Barone. Diese ließ überprüfen, ob Peter seine Besitzungen in Sussex rechtmäßig erworben hatte, was dieser als Bedrohung seines Besitzrechts betrachtete. Im Juni 1262 vereinbarte Peter mit dem Thronfolger Eduard den Tausch der Honour of Hastings in Sussex gegen die Besitzungen des Thronfolgers in East Anglia. Im Juli 1262 begleitete Peter König Heinrich III. bei einem erneuten Besuch in Frankreich, wo er in Saint-Maur-des-Fossés den französischen König traf. Bei dieser Gelegenheit traf Peter seinen Bruder Philipp und seine Schwester Beatrix von Savoyen.

## Graf von Savoyen

### Erhebung zum Grafen

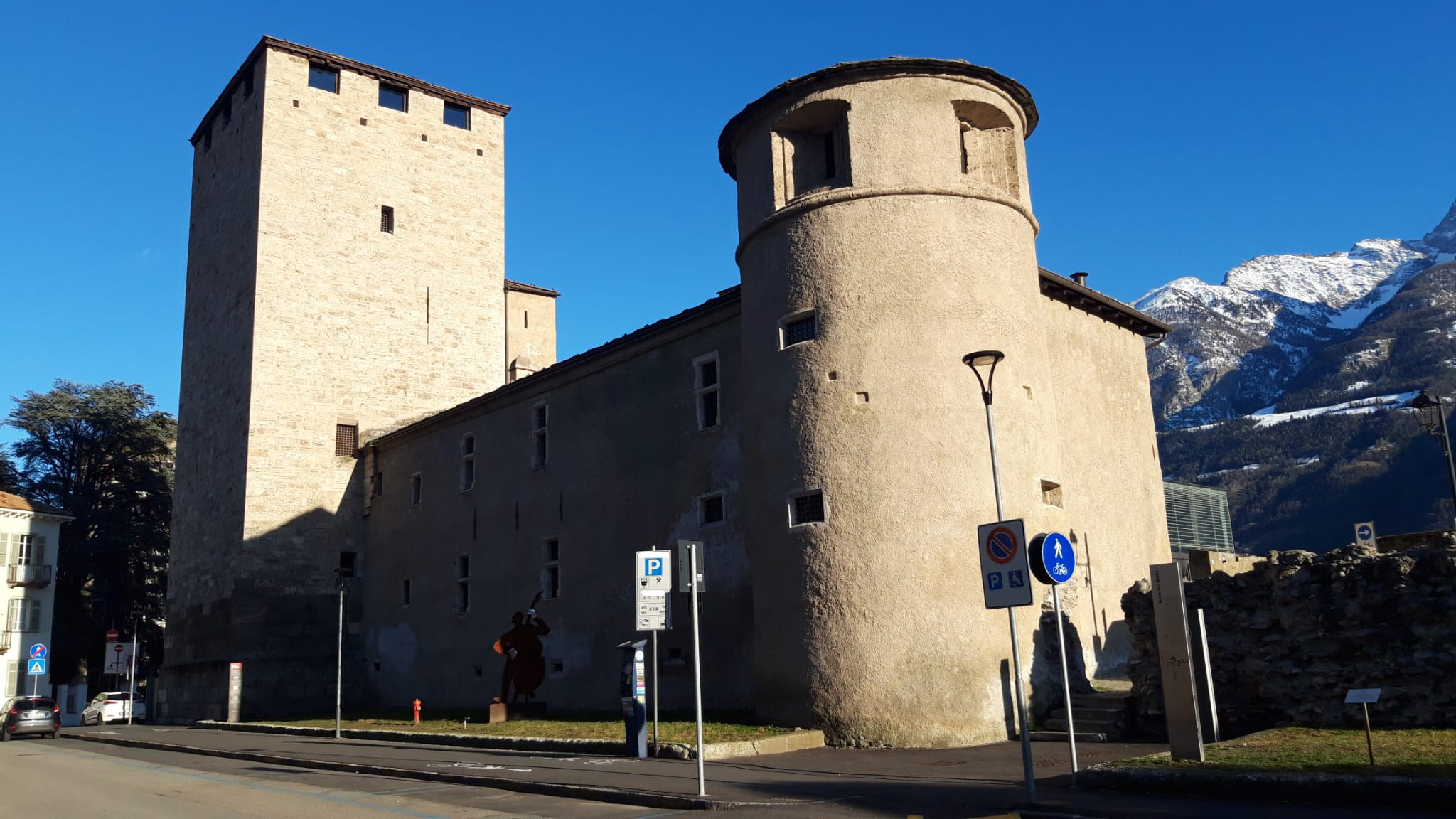
Der Tour du baillage in Aosta diente als Sitz der gräflichen Vögte im Aostatal

Von Frankreich reiste Peter wahrscheinlich weiter nach Savoyen. Dort war vor Juni 1263 sein minderjähriger Neffe Bonifaz kinderlos gestorben. Nach dem Testament von Peters Bruder Amadeus sollte Savoyen nun an Thomas, den ältesten Sohn seines 1259 gestorbenen Bruders Thomas fallen. Da dieser aber noch minderjährig war, übernahm Peter die Herrschaft und ließ sich am 11. Juni als Graf von Savoyen huldigen. Thomas und sein jüngerer Bruder Amadeus akzeptierten dies, zumal der etwa sechzigjährige Peter keine männlichen Nachkommen hatte und nach dem traditionellen Erbrecht in Savoyen die Grafschaft nach seinem Tod an sie fallen würde. Auch die Witwen seiner Brüder Amadeus und Thomas, Cécile des Baux und Beatrice dei Fieschi, waren mit der Machtübernahme von Peter offenbar einverstanden. Allerdings zwang Peter Cécile, ihm die wichtigen Burgen von Montmélian und Chambéry zu übergeben, die bislang zu ihrem Wittum gehört hatten. Im Juli 1263 zog er ins Aostatal, wo er den Baron Jacques de Montjovet wegen Mordes an seinem Halbbruder verurteilte. Montjovet wurde zugestanden, einen Gerichtskampf auszutragen, doch als er zu diesem nicht erschien, erklärte Peter sein Castello di Saint-Germain für beschlagnahmt. Dann wandte er sich gegen Vicomte Aymon de Challant, der wegen Übergriffe und Überfälle angeklagt wurde. Peter entzog ihm den Titel eines Vicomte und übernahm selbst die Verwaltung des Aostatals. Dazu erwarb er den Tour du bailliage in Aosta, der fortan als Sitz der gräflichen Vögte diente. Danach zog Peter über die Alpen nach Faucigny, wo er seinen Statthalter kontrollierte, um dann entlang der Rhone nach Bugey zu ziehen. Bei der Burg von Saint Rambert huldigte ihm Graf Raoul von Genf für seine Besitzungen in Savoyen. Im August und September 1263 war Peter vermutlich im Waadtland, ehe er wieder nach Nordfrankreich reiste.

### Rolle während des Kriegs der Barone in England
Ende September 1263 traf Peter den englischen König in Boulogne, wo dieser sich mit dem französischen König getroffen hatte. Peter begleitete Heinrich III. auf der Rückfahrt nach England, wo sich der Konflikt des Königs mit der Adelsopposition zuspitzte. Mitte Oktober 1263 war er bei Richard von Cornwall in Berkhamstead, doch dann verließ er wieder England. Im Januar 1264 war er beim Mise of Amiens zugegen. Dann kehrte er jedoch nicht nach England zurück, wo es zu offenen Krieg der Barone gegen den König kam. Stattdessen ging er nach Paris, wo ihm der französische König Gelder übergab, die dem englischen König zustanden. Nach der Niederlage des königlichen Heeres in der Schlacht bei Lewes stellte Königin Eleonore in den Niederlanden ein Söldnerheer auf, um den Kampf gegen Montfort fortzusetzen. Peter überbrachte der Königin das Geld aus Paris und forderte auch Ritter aus Savoyen auf, sich dem Kampf anzuschließen. Angesichts der unklaren Lage in England und der Abwehrmaßnahmen der nun wieder von Montfort geführten Regierung unterblieb aber ein Angriff auf England und das Heer löste sich im Herbst 1264 wieder auf. In England waren Peters Besitzungen durch die von Simon de Montfort geführten Rebellen angegriffen und geplündert worden. Nach dem Sieg bei Lewes ließ Montfort sie beschlagnahmen und vergab sie an Gilbert de Clare, dem Erben des Earl of Gloucester. Nach dem Sieg der königlichen Partei über Montfort in der Schlacht bei Evesham im August 1265 ordnete der König die Rückgabe von Peters Gütern an. Peter war aber bereits im Februar 1265 in die Alpen zurückgekehrt. Im Februar 1262 hatte der englische König Peter noch im Besitz der Honour of Richmond gegen die erneuten Ansprüche des Herzogs der Bretagne bestätigt. Heinrich III. hatte Peter noch erlaubt, Richmond nach seinem Tod vererben zu dürfen, doch im Mai 1266 ließ König die Honour beschlagnahmen und vergab sie an seinen Schwiegersohn Johann von der Bretagne. Anscheinend gab Peter aber seinen Anspruch auf Richmond nicht auf. Er stellte weiterhin Urkunden aus, in denen er Lehen in Richmond vergab.

### Annäherung an Asti im Piemont
Das seit dem Krieg von 1255 angespannte Verhältnis zwischen Savoyen und der Stadt Asti verbesserte sich bis 1265. Eine Delegation der Stadt bat Peter, sich beim französischen König für die Entschädigung von Kaufleuten aus Asti einzusetzen, deren Besitzungen während des Kriegs vom französischen König beschlagnahmt worden waren. Dazu erbat die Delegation die Erlaubnis, dass Kaufleute aus Asti wieder die von Savoyen beherrschten Alpenpässe benutzen durften. Im Gegenzug ließ die Stadt Geiseln frei, die sich seit der Freilassung von Thomas von Savoyen 1257 im Gewahrsam von Asti befunden hatten. Dazu übergab die Stadt die Städte von Carignano und Villafranca an Savoyen und empfahl der Stadt Turin, wieder die Oberhoheit der Grafen von Savoyen anzuerkennen.

### Krieg mit Rudolf von Habsburg um das Kyburger Erbe
Im September 1263 war Hartmann der Jüngere von Kyburg gestorben. Seine einzige Tochter Anne geriet unter die Vormundschaft von Graf Rudolf von Habsburg. Peter dagegen beanspruchte über seine Schwester Margarete und ihren Mann Hartmann dem Älteren das Erbe von Kyburg. Nach dem Tod von Hartmann dem Jüngeren hatte Peter König Richard von Cornwall im Oktober 1263 in Berkhamstead überreden können, ihn mit den Reichslehen des Verstorbenen zu belehnen. Danach ließ er sofort Laupen und Grasburg bei Bern besetzen. Dies führte zu einem heftigen Krieg mit Rudolf von Habsburg, der im Januar 1264 Schutzherr von Freiburg geworden war. In dem Konflikt konnte der Habsburger Laupen und Grasburg erobern. Er besetzte auch Gümmenen und vor Juni 1264 Winterthur, eines der Zentren der Grafschaft Kyburg. Daraufhin übergab Hartmann der Ältere seine Reichslehen Kempten, Glarus und das Thurgau an König Richard von Cornwall, der sie dann als Lehen an Hartmanns Frau Margarete von Savoyen gab. Hartmann der Ältere starb im November 1264, worauf Margarete seine Besitzungen, darunter die Kyburg, Baden und um Zürich erbte. Diese Orte wurden aber rasch von Rudolf von Habsburg besetzt, worauf Margarete bei ihrem Bruder auf Burg Chillon Zuflucht suchte.
Ermutigt durch die Erfolge von Rudolf von Habsburg, versuchte nun Bischof Henry de Rarogne von Sitten, Teile der 1260 an Peter verlorenen Besitzungen zurückzuerlangen. Mit seinem Aufgebot fiel Anfang 1265 in das Wallis ein. Im Februar 1265 traf Peter von den Niederlanden aus in Savoyen ein. In einem kurzen Feldzug besiegte er den Bischof von Sitten und zwang ihn am 27. Februar, einen Waffenstillstand abzuschließen. Dann verbündete sich Peter mit Graf Rudolf von Neuenburg und der Stadt Bern gegen Rudolf von Habsburg. Dennoch konnte im August 1265 ein habsburgisches Heer die Kyburger Besitzungen im Aargau besetzen, worauf sich der mit Peter verbündete Aymon de Montagny ergab. Der Waffenstillstand mit dem Bischof von Sitten lief im März 1266 aus, ohne dass es zu einer Verständigung gekommen war. Daraufhin zog Peter erneut gegen den Bischof und schlug im Mai und Juni 1266 dessen Aufgebot. Dann griff Peter erfolglos Freiburg an, das Rudolf von Habsburg unterstützte.
Im Frühjahr 1267 konnte Rudolf von Habsburg seine Angriffe im Waadtland nicht fortsetzen, da er in der heutigen Nordschweiz einen Aufstand gegen seine Herrschaft niederschlagen musste. Aymon de Montagny, der sich ihm 1265 unterworfen hatte, starb im Januar 1267. Sein Sohn und Erbe Guillaume de Montagny schloss einen Frieden mit Bern und erkannte im April 1267 Peter als seinen Lehnsherrn an. Im Juni 1267 wurde Peters Bruder Philipp durch Heirat Pfalzgraf von Burgund. Als Pfalzgraf beendete er sofort das Bündnis mit Rudolf von Habsburg. Peter konnte nun wieder Laupen und Grasburg erobern. Daraufhin war Rudolf von Habsburg zu Verhandlungen bereit, die Anfang September 1267 in Löwenberg begannen. Bereits am 8. September 1267 konnte eine Einigung erreicht werden, nach der jeder den aktuellen Besitzstand behielt. Mit diesem Vertrag verzichtete Peter mit Ausnahme von Laupen und Grasburg auf das Erbe der Grafen von Kyburg, das großteils an Habsburg fiel. Margarete von Savoyen, die Witwe von Hartmann dem Älteren, erhielt von Rudolf die Einkünfte aus Konstanz und St. Gallen zugesprochen sowie einmalig 250 Silbermark. Nach ihrem Tod sollten ihre Ansprüche und Besitzungen an Habsburg fallen.

### Konflikt mit dem Dauphin von Viennois
Durch die Erwerbung einer Herrschaft im Viennois durch Peters Bruder Philipp hatte sich das jahrzehntelange gute Verhältnis zwischen Peter und seinem Schwiegersohn Guigues VII., Dauphin von Viennois dramatisch verschlechtert, da Philipps Herrschaft auch von Guigues beansprucht wurde. Als Philipp zu keinen Zugeständnissen bereit war, griff Guigues 1267 Apremont an. Dazu drangen Truppen des Dauphins bis nach Saint-André vor, wurden aber von dem Vogt von Peter zurückgeschlagen. Bis zum Tod von Peter blieb der Kriegszustand bestehen.

### Reform von Verwaltung, Finanzen und Justiz

#### Gewährung von Stadtrechten und Ausbau von Burgen
Die Hommagen, die Adlige im Waadtland Peter geleistet hatten, hatte er seit 1240 auch beurkunden lassen. Diese Dokumentation des Lehensverhältnisses war zuvor im Alpenraum noch nicht erfolgt. Seine Neuerwerbungen sicherte Peter durch Stadtgründungen wie Morges, Yverdon und Romont. Auch Evian und Moudon gewährte er Stadtrechte. Peter gewährte den Bürgern der Städte vor allem Rechtssicherheit und wirtschaftliche und steuerliche Vergünstigungen, aber nur eine geringe Selbstverwaltung. Bei Salins-les-Thermes ließ er Salz abbauen, um die unzureichende Versorgung der Bevölkerung in seinen Besitzungen mit Salz zu verbessern. Zur weiteren Sicherung seiner Besitzungen ließ er vor allem ab 1262 im Wallis, im Waadtland und in Faucigny zahlreiche Burgen nach dem Muster von Conthey im Wallis mit Rundtürmen und einem starken Donjon neu oder ausbauen. Zu diesen neu oder ausgebauten Burgen gehörten Chillon im Chablais, Yverdon, Gümmenen und Romont im Waadtland sowie Flumet, Sallanches, Châtillon, Credoz und Faucigny in der gleichnamigen Herrschaft.

#### Umsetzung von Verwaltungsreformen
Angeregt durch seine internationalen Erfahrungen führte Peter in seinen Besitzungen eine Reihe von Verwaltungsreformen ein. Die Kastlane seiner Burgen erhielten nicht nur militärische, sondern auch juristische und administrative Aufgaben. Nach dem Vorbild der Verwaltung in England, aber auch in Flandern oder der Provence mussten sie einmal jährlich für ihre Einnahmen und Ausgaben den gräflichen Finanzbeamten Rechenschaft ablegen. Hierfür schuf Peter den Chambre des comptes, einen Rechnungshof, und ließ ein Archiv anlegen. Nicht nur nach dem Vorbild der englischen Sheriffs, sondern vor allem nach französischem Vorbild setzte Peter ab etwa 1460 Bailli als den Kastlanen übergeordnete Verwaltungsinstanz ein. Diese hatten in ihren Verwaltungsbezirken sowohl die militärische, juristische und auch die administrative Hoheit. Als Peter 1263 die Regierung in Savoyen übernahm, führte er auch dort seine im Chablais und im Waadtland erprobten Verwaltungsmethoden ein. Durch diese Reformen legte Peter den Grundstock für eine zentrale und bürokratische Verwaltung in Savoyen. Die zunehmende Verschriftlichung machte die Verwaltung seiner Besitzungen zuverlässiger, effektiver und rechtssicherer als die von anderen Adelsherrschaften. Dies trug damit wesentlich zur Territorialbildung bei. Bei seinen Reformen in Savoyen wurde er offenbar von den Reformversuchen von Simon de Montfort in England beeinflusst, die er in England abgelehnt hatte.

#### Justizreformen
In Peters einzelnen Besitzungen galt bislang ein regional unterschiedliche Recht. Er versuchte aber, seine Hoheit für die hohe Gerichtsbarkeit in allen seinen Besitzungen durchzusetzen. Bis 1264 erließ er in Savoyen ein neues, am Römischen Recht orientiertes Landrecht. 1265 setzte er Richter ein, die von den Kastlanen die niedere Gerichtsbarkeit übernahmen. Auch wenn die von Peter eingeführten Statuten nur kurz und unvollständig waren, bildeten sie die Grundlage für ein einheitliches Rechtssystem in Savoyen.

## Tod und Erbe
Nach dem Krieg gegen Rudolf von Habsburg erkrankte Peter im Herbst 1267 in Chillon. Im Winter verließ er die Burg und reiste die Rhone abwärts. In Pierre-Châtel verschlechterte sich sein Zustand, so dass er in der Burg blieb. Am 7. Mai verfasste er eine neue Version seines Testaments, in dem er seine Frau, seine königlichen Nichten, die Töchter seines Bruders Amadeus und vor allem seine Tochter Beatrix bedachte. Seiner Tochter vermachte er nicht nur Faucigny, sondern auch die Besitzungen im Wallis, im Chablais, die Stadt Romont im Waadtland sowie Besitzungen in Bugey. Die Söhne seines Bruders Thomas sollten Villafranca im Piemont sowie die englischen Besitzungen in Sussex erhalten, während Königin Eleonore die Rechte an der Honour of Richmond bekommen sollte. Seiner Nichte Beatrice Contesson, einer Tochter von Amadeus, vermachte er eine Mitgift, so dass sie das Kloster verlassen und heiraten konnte. Die Grafschaft Savoyen sollte an seinen kinderlosen Bruder Philipp fallen. Gegen diese Zerstückelung des Besitzes griff Philipp offenbar persönlich ein. Er konnte Peter am 14. Mai noch dazu bewegen, den Erbteil für seine Tochter stark zu beschränken, so dass die Einheit von Savoyen bewahrt wurde. Dennoch erhielt Peters Tochter ein stattliches Erbe. Da sie durch ihre Heirat die Dauphine war, fielen Besitzungen nördlich von Savoyen an den Dauphin von Viennois, während Savoyen Besitzungen im Viennois erhielt. Dieses Erbe von Peter war undurchdacht und verstärkte den bestehenden Konflikt zu einem lang andauernden Krieg zwischen Savoyen und Viennois.
Nach seinem Tod wurde Peter neben seinen Brüdern Thomas und Amadeus in der Familienstiftung Hautecombe beigesetzt.

## Nachwirkung
Peter hatte durch sein politisches, militärisches und administrativem Geschick einen umfangreichen Landbesitz im Alpenraum und in England erworben. Dabei war er zwischen 1240 und 1263 unablässig zwischen Savoyen und England hin- und hergereist. Dennoch lag ihm offenbar vor allem Savoyen am Herzen. Die Einkünfte aus seinen umfangreichen englischen Besitzungen verwendete er für Erwerbungen und zur Finanzierung seiner Kriege im Alpenraum. In England blieb er immer ein Ausländer, der zwar auch von seinen Gegnern geachtet, aber von der Gunst des Königs abhängig war. Er machte der Kirche in England nur wenige Schenkungen, die führenden Angehörigen seines Haushalts kamen aus Savoyen, und auch seine englischen Güter wurden meist von aus Savoyen stammenden Verwaltern geführt. Seine Hauptleistung war die Eroberung der Gebiete in der heutigen Westschweiz, was dazu führte, dass in den Kantonen der Westschweiz eher französisch als deutsch gesprochen wird. Seine Verwaltungs- und Justizreformen legten die die mittelalterlichen Grundlagen für den Staat Savoyen. Selbst der zeitgenössische englische Chronist Matthew Paris, der der dem Einfluss der Savoyards in England und auch Peter kritisch gegenüber stand, lobte Peter als weisen und umsichtigen Mann. Der Chronist Cabaret beschreibt ihn in seiner zwischen 1417 und 1419 entstandenen Chronik als erfolgreichen Feldherrn und Eroberer des Wallis, der deshalb als kleinen Karl den Großen bezeichnet wurde. Dieses Geschichtsbild blieb bis ins 20. Jahrhundert behalten. Noch in den 1930er Jahren galt er den Mitgliedern der Ligue vaudoise als Landesvater, wobei sie Peters Bedeutung für die komplexe und langfristige Entstehung staatlicher Strukturen im Waadtland überhöhten. Durch das Erbe von Savoyen besaß er im Alpenraum für wenige Jahre einen großen Besitz, den er dann in seinem Testament wieder aufteilte. In England war vor allem seine frühe Förderung des Thronfolgers Eduard von Bedeutung. Sein Savoy Palace wirkt durch das Savoy Hotel nach.